# 1519 en arts plastiques
| Années des arts plastiques : 1516 - 1517 - 1518 - 1519 - 1520 - 1521 - 1522    |
| Décennies des arts plastiques : 1480 - 1490 - 1500 - 1510 - 1520 - 1530 - 1540 |

Cette page concerne l'année 1519 en arts plastiques.

## Œuvres

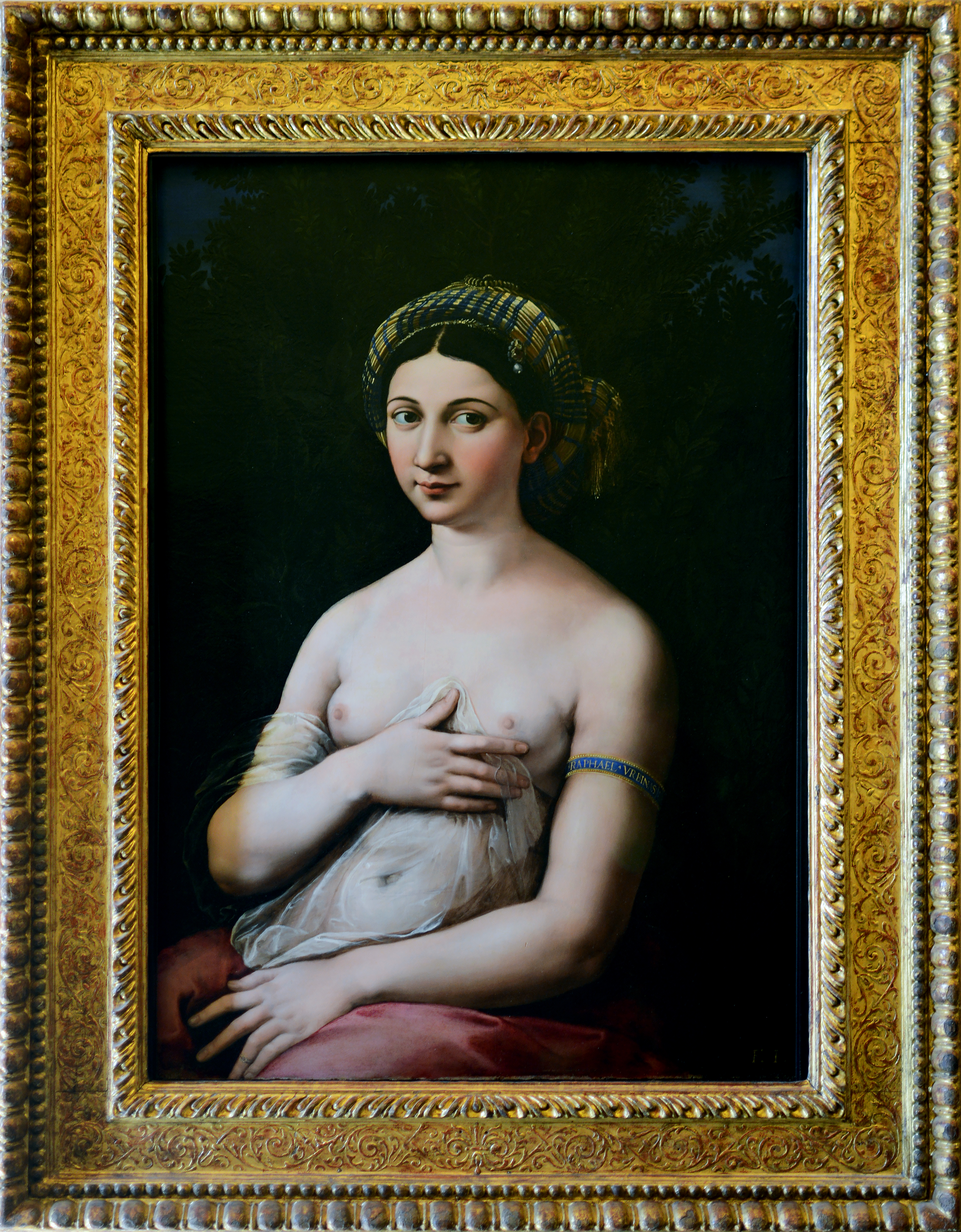
Portrait de la Fornarina, de Raphaël.

## Naissances
- 1518 ou 1519 : Étienne Delaune, orfèvre, dessinateur et graveur français († vers 1583),
- ? : Kanō Shōei, peintre japonais de l'école de peinture Kanō († 24 novembre 1592).

## Décès
- 2 mai : Léonard de Vinci, peintre, sculpteur, architecte et ingénieur italien (° 15 avril 1452),
- 30 novembre : Michael Wolgemut, peintre et graveur de l’école de Nuremberg (° 1434),
- Vers 1519 :
  - Giovanni Agostino da Lodi, peintre italien (° 1470),
  - Ambrosius Holbein, peintre, dessinateur et graveur allemand (° vers 1494).